# Lockheed LC-130

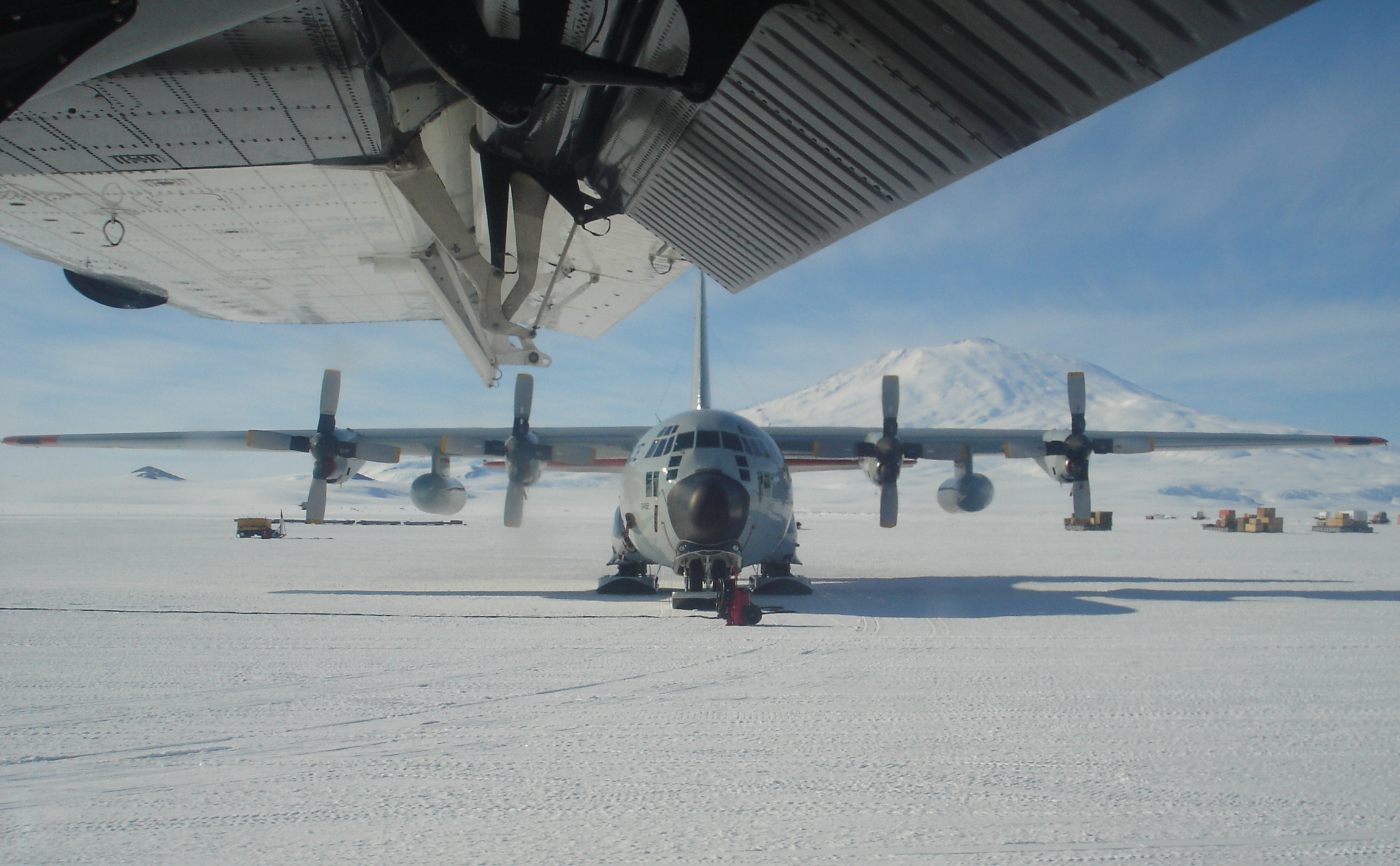
LC-130 thuộc USAF tại Williams Field, Nam cực, 2006, với núi lửa Erebus ở phía sau

Lockheed LC-130 là một biến thể trang bị ván trượt của loại C-130 Hercules thuộc Không quân Hoa Kỳ, được sử dụng tại Nam cực và Bắc cực.